# Сау бараджы дзуар
Сау бараджы́ дзуа́р (осет.  Сау бæрæджы дзуар — буквально «Святой Чёрный Всадник») — в осетинской мифологии божество — покровитель воров и разбойников. В отдельных случаях Сау бараджы дзуар является покровителем волков.

## Мифология
Сау бараджы дзуар всегда ездит на чёрном коне и в чёрных одеждах, предшествуя тем, кто собрался на грабительство или воровство. Считается, что Сау бараджы дзуар является антиподом Уастырджи.
Почитание Сау баражды дзуара ограничивалось Алагирским ущельем, где около селения Быз ему была посвящена отдельная роща, в которой мог укрыться вор или грабитель от своих преследователей. По некоторым поверьям эта роща также была местом обитания Фарныджы дуага, который был покровителем вообще всех преступников, в том числе и убийц.
Каждую весну жители селения Быз устраивали праздник в честь Сау бараджы дзуара. Этот праздник длился несколько дней. Жители Быза приносили от имени всего селения общую жертву в виде быка. Перед общим жертвоприношением каждая семья селения также приносила отдельную частную жертву в виде барана. Во время праздника готовилась общая трапеза, главным элементом которой было пиво.
Считается, что праздник в честь Сау бараджы дзура возник не позднее XVII века, когда среди осетин набеги стали важным источником дохода.
Среди разбойников и воров был свой собственный тайный язык — «Абырджыты авзаг», название которого произошло от имени Сау баражды дзуара.

## Источник
- А. Б. Дзадзиев и др. Этнография и мифология осетин, Владикавказ, 1994 г., стр. 120—121, ISBN 5-7534-0537-1
- Салбиев Т. К. О пещере Черного всадника у осетинского горного селения Биз // Устойчивое развитие горных территорий. — Владикавказ, 2014. — № 4 (22). — С. 149—153.